# Панџихуа
Панџихуа (攀枝花) град је Кини у покрајини Сичуан. Према процени из 2009. у граду је живело 457.494 становника.

## Становништво
Према процени, у граду је 2009. живело 457.494 становника.
| 1990.   | 2000.   | 2009    |
| ------- | ------- | ------- |
| 425.134 | 453.002 | 457.494 |